# Laguna Larga
Laguna Larga è una città dell'Argentina nella provincia di Córdoba. È situata a 55 km dalla capitale provinciale Córdoba.

## Storia
Situata nei pressi del lago Cachicoya, nel luogo in cui il 25 febbraio 1830 si erano scontrati gli eserciti di José María Paz e di Juan Facundo Quiroga in quella che fu chiamata anche battaglia di Oncativo, la città fu fondata ufficialmente il 30 novembre 1869 attorno alla stazione della ferrovia.